# Стратегічні бомбардування під час Першої світової війни
Стратегічні бомбардування під час Першої світової війни (англ. Strategic bombing during World War I) — стратегічна повітряна кампанія повітряних сил держав Антанти та Центральних держав, складова їхньої військової стратегії, що мала за мету підрив (знищення або виведення з ладу) економічного та воєнного потенціалу держав супротивника, намагання знищити його основні економічні джерела, елементи потенціалу цілісної економічної системи, що використовувалися у військових цілях, а також зламати волю громадськості ворожих країн продовжувати боротьбу. Стратегічні бомбардування велися протягом усієї війни (28 липня 1914 — 11 листопада 1918) і в основному проводилися авіацією Великої Британії, Франції та Німеччини. Врешті-решт усі воюючі сторони Першої світової війни взяли участь у стратегічних бомбардуваннях. За винятком лише Риму та Лісабона, решта столиць основних європейських воюючих сторін піддавалася ударам з повітря.
Перші спроби стратегічних бомбардувань під час Великої війни спочатку здійснювалися примітивними способами: пілоти скидали бомби вручну і цілили неозброєним оком. Поступово авіаційна техніка та озброєння удосконалювалася, що призвело до розробки важких літаків-бомбардувальників, а до кінця війни були розроблені спеціалізовані приціли для бомбардування. Саме за часів Першої світової війни з'явилися перші системи попередження про повітряні нальоти та розроблені облаштовані для укриття людей бомбосховища. Одночасно появилася зенітна артилерія і були розроблені методи злагодженої протиповітряної оборони. Багато прихильників стратегічних бомбардувань у міжвоєнний період, такі як італієць Джуліо Дуе, американець Біллі Мітчелл та британець Г'ю Тренчард, командували авіацією під час Першої світової війни. Удосконалення авіаційної техніки під час та після війни переконало багатьох, що «бомбардувальники завжди прорвуться», і ця віра вплинула на планування стратегічного бомбардування під час Другої світової війни.

## Історія

### Німеччина
6 серпня 1914 року сталося перше стратегічне бомбардування в історії з скиданням бомб на місто з повітря. Німецький «Цепелін» розбомбив бельгійське місто Льєж. Протягом першого місяця війни Німецька імперія сформувала перший спеціальний авіаційний загін, так званий «голубиний загін Остенде» (нім. Brieftauben-Abteilun Ostende), який використовувався для бомбардування англійських портових міст. Під час першої битви на Марні німецький пілот, що регулярно здійснював повітряну розвідку над Парижем на «Таубе», постійно скидав на місто бомби. Вперше він скинув п'ять невеликих бомб і записку з вимогою негайно здати Париж і капітуляцію Франції. До стабілізації Західного фронту німецька авіація скинула на Париж півсотні бомб, трохи пошкодивши собор Паризької Богоматері.
Перші сплановані та організовані кампанії зі стратегічного бомбардування портів та міст Англії були проведені флотом німецьких дирижаблів, які тоді були єдиним летальним апаратом, здатним до тривалого польоту на великі дальності від своїх аеродромів. 7 січня 1915 року повітряну кампанію схвалив особисто кайзер Вільгельм II, який однак заборонив нальоти на Лондон, побоюючись, що його родичі в британській королівській родині можуть бути поранені. Ці обмеження були зняті в травні, після атак у відповідь британської авіації на німецькі міста. 19 січня відбулися перші напади на Англію, ударам піддалися район Ярмута та Кінгс-Лінна.
«Цеппеліни» виявилися занадто дорогими у порівнянні з літаками, занадто великою і повільною ціллю, газоподібний водень всередині дирижабля занадто займистий і занадто сприйнятливий до негоди, уразливий до зенітного вогню при польотах нижче 1500 м та вогню винищувачів-перехоплювачів, що обстрілювали їх запальними кулями на дальності до 3 км. Тому Імперська армія Німеччини в 1916 році відмовилася від використання жорстких дирижаблів. У свою чергу Імперський німецький флот, чиї дирижаблі в основному використовувались для повітряної розвідки над Північним морем, продовжував бомбардувати Велику Британію аж до 1918 року. Всього німці здійснили 51 рейд на Британські острови, останній проведений флотом у травні 1918 року.
У грудні 1916 року два цепеліни класу «R» вилетіли з Вайньоде, намагаючись бомбардувати Санкт-Петербург. Один через несприятливі погодні умови приземлитися, зазнавши при цьому невиправні пошкодження, а другий через проблеми з двигуном повернув назад, не досягши цілі. Подальших спроб бомбардувати столицю Російської імперії «Цеппелінами» не було. Під час війни Німеччина використовувала 125 дирижаблів, втративши більше половини з них та 40 % від чисельності екіпажі, що стало найвищим показником втрат серед усіх інших німецьких родів військ.
З травня 1917 року почалося застосування проти Англії Імперською повітряною службою важких бомбардувальників. Першими були застосовані Gotha G.IV, пізніше їх посилювали «Riesenflugzeuge» («гігантські літаки»), переважно фірми Zeppelin-Staaken. Цілями цих рейдів були промислові та портові споруди та урядові будівлі, але небагато бомб уражали військові цілі, більшість з них попадала на приватну власність та вбивала цивільне населення. Хоча німецька стратегічна бомбардувальна кампанія проти Британії була наймасштабнішою у війні, вона в основному була неефективною з точки зору завдавання фактичної шкоди. Було скинуто лише 300 тонн бомб, унаслідок чого матеріальний збиток склав 2 962 111 фунтів стерлінгів, спричинив загибель 1414 людей та ще 3416 дістали поранення (включаючи дані через колатеральні втрати від вогню зенітних гармат).

### Велика Британія
22 вересня та 8 жовтня 1914 року Королівська морська авіаційна служба здійснила перші стратегічні бомбардувальні нальоти, завдавши ударів по базах «Цеппелінів» у Кельні та Дюссельдорфі. Літаки несли 20-кг бомби, принаймні один дирижабль був знищений. 21 листопада 1914 року пролетів через Боденське озеро, щоб бомбити заводи «Цеппелінів» у Фрідріхсгафені та Людвігсгафені. 25 грудня був проведений перший наліт морської авіації з кораблів на стратегічну ціль, так званий рейд на Куксхафен, перший в історії авіації наліт такого роду. У 1915 та 1917 роках британська авіація здійснювала нальоти на Константинополь. 18 жовтня 1917 року британці уразили бомбою мечеть і вбили 54 османських цивільних особи. До кінця війни за сприяння Німеччини османи запровадили систему протиповітряної оборони в Константинополі.
6 червня 1918 року британці сформували Незалежні повітряні сили під командуванням майор-генерала Г'ю Тренчарда для бомбардування на великі відстані, визначаючи за цілі промислові центри в глибині території Німеччини. Місії здійснювалися DH.9 і Handley Page O/400, але війна закінчилася до того, як британський чотиримоторний бомбардувальник Handley Page V/1500, розроблений спеціально для скидання 3,4-тонної бомби на Берлін, надійшов на озброєння. Врешті-решт, британські авіаційні нальоти бомбардувальної авіації на німецькі міста, спонукали німецьке командування у відповідь завдавати ударів не по британських, а по французьких містах, що призвело до напруженості між британським та французьким керівництвом у доцільності подальшого продовження стратегічних бомбардувань і зниження інтенсивності авіаційних ударів великої потужності від Західного фронту. Загалом британська авіація скинула на Німецьку імперію 660 тонн бомб, що вдвічі більше, ніж Німеччина встигла скинути на Англію. Перший рейд на Берлін, запланований на листопад 1918 року, був скасований через перемир'я.

### Франція
У вересні 1914 року Франція сформувала перший підрозділ стратегічних бомбардувальників «(фр. Groupe de Bombardement No. 1)» (GB1). Французи не визначали за мету бомбардування цілей на власній землі, навіть якщо їх окупували німці, і з більшою насторогою, ніж британці, ставилися до помсти з боку Німеччини, оскільки французькі міста знаходились в зоні дії німецьких бомбардувальників. Отже, GB1 здійснював нальоти на цілі далеко вглибині фронту, зосередившись на німецькій мережі постачання та районах зосередження військ, стратегії — спрямованої на безпосередню допомогу французькій армії на Західному фронті. Французи надавали перевагу легким бомбардувальникам, часто модифікуючи для цього розвідувальні літаки, на кшталт Bréguet 14.

### Італія
Під час Першої світової війни Італія, як і Франція, не бажала бомбити центри цивільного життя, оскільки багато цілей такого роду мали велику кількість жителів італійського походження або знаходились на територіях, які Італія планувала анексувати після війни. Як і Росія, Італія володіла важкими бомбардувальниками до вступу у війну. Наприклад, Джованні Капроні, побудував ще в 1914 році багатомоторний бомбардувальник Капроні Ca.1, один з перших важких бомбардувальників у світі, спроможний несли чотири невеликі бомби.
У серпні 1915 року Ca.1 були зосереджені в 21-ій ескадрильї Військового аеронавігаційного корпусу (італ. Corpo Aeronautico Militare). У жовтні — листопаді 1915 року Ca.1 атакували австро-угорські залізниці та склади.

### Росія
Російська імперія мала єдиний важкий бомбардувальник далекого дії, який увійшов в експлуатацію в перший рік війни — «Ілля Муромець» Сікорського. Цей літак міг нести 500-кг бомб і залишатися в повітрі протягом п'яти годин із зменшеним бомбовим навантаженням. У серпні 1914 року росіяни згрупували свої чотири наявні «Сікорських» у підрозділ, призначений для стратегічних бомбардувань, і в грудні зосередили їх поблизу Варшави. Міста не були головними об'єктами на Східному фронті: головними цілями були склади постачання, райони зосередження військ та транспортні мережі, особливо залізничні вузли та станції. До березня 1918 року, коли Росія вийшла з війни, було побудовано близько 70 одиниць «Ілля Муромець», і вони здійснили понад 350 бомбардувальних або розвідувальних місій по всьому Східному фронту.
У серпні 1915 року російська авіація бомбардувала Константинополь, внаслідок чого загинув 41 громадянин Османської імперії.